# North Lakeville
North Lakeville es un lugar designado por el censo ubicado en el condado de Plymouth en el estado estadounidense de Massachusetts. En el Censo de 2010 tenía una población de 2.630 habitantes y una densidad poblacional de 196,68 personas por km².

## Geografía
North Lakeville se encuentra ubicado en las coordenadas 41°51′36″N 70°56′21″O / 41.86000, -70.93917. Según la Oficina del Censo de los Estados Unidos, North Lakeville tiene una superficie total de 13.37 km², de la cual 13.03 km² corresponden a tierra firme y (2.54%) 0.34 km² es agua.

## Demografía
Según el censo de 2010, había 2.630 personas residiendo en North Lakeville. La densidad de población era de 196,68 hab./km². De los 2.630 habitantes, North Lakeville estaba compuesto por el 96.54% blancos, el 1.06% eran afroamericanos, el 0.04% eran amerindios, el 0.65% eran asiáticos, el 0% eran isleños del Pacífico, el 0.53% eran de otras razas y el 1.18% pertenecían a dos o más razas. Del total de la población el 0.76% eran hispanos o latinos de cualquier raza.